# Les Bordes d’Arfa
Les Bordes d’Arfa – miejscowość w Hiszpanii, w Katalonii, w prowincji Lleida, w comarce Alt Urgell, w gminie Ribera d’Urgellet.
Według danych INE w 2020 roku liczyła 26 mieszkańców – 15 mężczyzn i 11 kobiet. 